# L'Adversaire (récit)
Pour les articles homonymes, voir L'Adversaire.
L'Adversaire est un récit d'Emmanuel Carrère publié en 2000 aux éditions P.O.L. Ce livre consacré à l'Affaire Romand a marqué en France un tournant de la littérature vers le genre dit de la non-fiction. Il met fin à un cycle (une fascination pour la folie, la perte de l'identité, le mensonge) pour l'auteur qui le considère comme le livre jumeau de La Classe de neige.
Ce roman fait partie des "25 chefs-d’œuvre de la littérature mondiale qui vont marquer le XXIème siècle" d'après l'hebdomadaire Télérama.

## Résumé
Le récit a pour sujet l'affaire Jean-Claude Romand. Le 9 janvier 1993, Jean-Claude Romand tue sa femme, en lui fracturant le crâne, et ses enfants, âgés de cinq et sept ans, à l'aide d'une carabine, ainsi que ses parents et leur chien par le même moyen. Par la suite, il incendie volontairement sa demeure ainsi que les dépouilles et tente en vain de se suicider en avalant une dose de barbiturique. L'enquête révèle qu'il n'était pas médecin comme il le prétendait. Pendant dix-huit ans, Romand a menti à sa famille sur sa situation : il n'avait pas de travail. Lorsqu'un des membres de sa famille commence à comprendre son jeu, il décide de tous les supprimer.
Emmanuel Carrère découvre ce fait divers dans un journal. Il est intrigué par l'incongruité de ce crime horrible perpétré par un homme a priori normal et sans histoire. Il décide de prendre contact avec le criminel. Il lui explique qu'il a l'intention de comprendre ce qu'il s'est passé et d'en tirer un livre. Au bout de deux ans, Romand lui répond courtoisement qu'il consent à ce projet et qu'il essaie lui-même de comprendre pourquoi il a commis ce crime qu'il regrette.
Pendant l'été 1996, le procès Romand a lieu à Bourg-en-Bresse. Emmanuel Carrère y assiste. C'est l'occasion pour lui de raconter la vie de l'accusé, de son enfance jusqu'à son crime. Il accorde beaucoup d'importance à la succession de mensonges que Romand va créer dans sa vie. Romand est condamné à la réclusion à perpétuité, assortie d'une peine de sûreté de 22 ans. Carrère et Romand continuent à s'échanger des lettres où ce dernier raconte sa vie en prison et sa découverte de la foi. Il cherche une rédemption divine. Carrère va le voir trois fois en prison et entre en contact avec deux de ses amis, Bernard et Marie-France, visiteurs de prison.

## Personnages
- Emmanuel Carrère : narrateur et auteur du récit.
- Jean-Claude Romand : père de famille et homme sans histoires qui ment sur son identité depuis dix-huit ans. Il tue ses parents, sa femme, ses enfants et le chien de ses parents.
- Florence Romand (née Crolet) : femme de Jean-Claude Romand et mère d'Antoine et de Caroline.
- Luc Ladmiral : mari de Cécile, père de Sophie, filleule de Jean-Claude Romand ; meilleur ami de Jean-Claude Romand.
- Aimé Romand : père de Jean-Claude Romand et mari d'Anne-Marie Romand[4]. Gérant d'une société forestière.
- Corinne : amie et maîtresse de Jean-Claude Romand. Psychologue pour enfants, divorcée de Rémi Hourtin, psychiatre, c'est une femme fatale.
- Bernard et Marie-France : visiteurs de prison faisant partie d'un mouvement catholique appelé les « intercesseurs ». Ils deviennent des proches et des amis de Jean-Claude Romand.

## Roman ou récit?
L'Adversaire apparaît comme un « pivot » dans l’œuvre d'Emmanuel Carrère. Le romancier rentre à partir de l'écriture de ce récit dans ce qu'il appelle la « phrase documentaire » qui est un mélange de travail documentaire et de récit autobiographique. Il y mêle ainsi la subjectivité du récit fictionnel à l'objectivité du récit factuel.
Carrère affirme que « L'Adversaire n'est pas un roman, c'est une non-fiction novel. L'agencement, la construction, l'écriture font appel aux techniques romanesques, mais ce n'est pas une fiction. Mon enjeu, c'est la fidélité au réel. » mais bien que non fictionnelle, cette œuvre relève de la littérature.
C'est un récit original, une forme d'enquête journalistique menée par l'écrivain narrateur où se mêlent les faits et leurs analyses à une forme d'autobiographie de l'écrivain – assumant l'usage du « je » et de l'écriture intime – qui transparaît dans la description de sa vie et de ses réflexions intimes.

### Écriture d'une enquête
Pour écrire L'Adversaire, Emmanuel Carrère s'inspire d'un fait divers, celui de l'affaire Romand, une affaire criminelle impliquant Jean-Claude Romand, un homme sans histoires, ordinaire qui, entre le 9 et le 10 janvier 1993, assassine ses parents, sa femme et ses enfants âgés de 5 et 7 ans, avant de tenter sans succès de se tuer lui-même. L'auteur-narrateur cherche à comprendre qui est véritablement Jean-Claude Romand. Il se présente comme une « quête narrative d'une forme de vérité (psychologique, éthique, métaphysique bien plus que policière) ».
L'auteur-narrateur y mène une véritable enquête :
- Il prend contact par voie épistolaire avec Jean-Claude Romand et échange avec celui-ci deux ans plus tard. Certaines lettres sont reproduites dans le récit[9].
- Il se rend sur les lieux de la vie de Jean-Claude Romand : « J'ai voulu voir les lieux où il a vécu en fantôme. Je suis parti une semaine, muni de plans qu'à ma demande il avait dessinés avec soin, d'itinéraire commentés que j'ai suivis fidèlement, en respectant même l'ordre chronologique qu'il suggérait. [...] J'ai vu les hameaux de son enfance, le pavillon de ses parents, son studio d'étudiant à Lyon, la maison incendiée à Prévessin, la pharmacie Cottin où sa femme faisait des remplacements, l'école Saint-Vincent de Ferney. [...] J'ai traîné seul là où il traînait seul ses journées désœuvrées : sur des chemins forestiers du Jura et, à Genève, dans le quartier des organisations internationales où se trouve l'immeuble de l'OMS »[10].
- Il rencontre des témoins de l'Affaire : Luc Ladmiral[11] à Divonne.
- Il couvre le procès pour Le Nouvel observateur (« Pour être sûr d'être bien placé, je me suis fait accréditer aux assises de l'Ain par Le Nouvel Observateur »[12]) et relate des dialogues du procès (« Mais enfin, a demandé la présidente :pourquoi ? » [...] « On estime que vous ne répondez pas vraiment à la question »)[13].
- Il rencontre l'avocat de la défense : Me Abad[14].
- Il rend visite à Jean-Claude Romand en prison : « Je ne suis allé le voir qu'une fois »[15].
- Il consulte le dossier de Jean-Claude Romand[16].

L'écriture journalistique :
Emmanuel Carrère dit avoir voulu oublier Truman Capote et son « roman symphonique de l'Amérique moderne » décidant de « faire court avec le sérieux du journaliste de la façon la plus neutre possible ». Son écriture est simple et touche au dépouillement : « Mon écriture tend au dépouillement. Les phrases doivent être conductrices d'électricité. Plus elles sont simples, plus le courant passe. Ce n'est pas une règle générale. Juste ma pratique personnelle. »
L'écrivain n'hésite également pas à adopter plusieurs points de vue à travers le discours indirect libre pour approcher une plus grande objectivité sur le portrait de Romand.

### L'écriture de l'enchevêtrement
L'histoire de Romand mêlée à celle de Carrère et à son regard subjectif : 
L'impossibilité pour Carrère de s'identifier au personnage de Romand, mais également à se placer en tant qu'auteur face à ce qu'il raconte, le mène à écrire son propre point de vue, sa propre expérience : « Ce n'est évidemment pas moi qui vais dire "je" pour votre compte, mais alors il me reste, à propos de vous, à dire "je" pour moi-même. À dire, en mon nom propre et sans me réfugier derrière un témoin plus ou moins imaginaire ou un patchwork d'informations se voulant objectives, ce qui dans votre histoire me parle et résonne dans la mienne. » Le narrateur mélange alors deux histoires, la sienne et celle de Jean-Claude Romand, afin de reconstituer le plus fidèlement possible toute l'histoire de ce personnage hors du commun. 
La lecture de cette œuvre offre au lecteur un effet de double immersion et de contre-immersion. En effet, la fonction narrative est perturbée par la gêne ressentie par l'auteur-narrateur qui tente d'écrire l'histoire de Jean-Claude Romand. Carrère intervient donc fréquemment dans le texte afin de manifester ses doutes, son malaise, ses perplexités.
Le projet d'écriture de Carrère se fonde sur une bipolarité : "raconter précisément", mais également "imaginer" afin de "comprendre".
Non-fiction et réflexion :
Ce parallèle entre la vie du narrateur-écrivain et celle de Jean-Claude Romand permet d'offrir d'une part une écriture du quotidien en y mêlant l'ordinaire et l'extraordinaire et d'autre part une nouvelle réflexion sur l’individu « qui peine à se constituer en sujet singulier dès lors qu’il n’est déterminé que par sa façade sociale et sa routine.».

## PourquoiL'Adversaire?
L'Adversaire est l'un des noms donnés au diable dans la Bible, comme l'indique Carrère dans une interview.
Au procès, certains identifient Jean-Claude Romand au diable : « [...] l'avocat général est allé jusqu'à imaginer un plan diabolique, lucidement poursuivi, pour non seulement survivre mais encore être déclaré innocent. »
Emmanuel Carrère se demande si Jean-Claude Romand n'est pas le jouet de l'Adversaire, de Satan, jusque dans sa conversion et son mysticisme : « [...] et en le voyant non comme quelqu'un qui a fait une chose épouvantable mais comme quelqu'un à qui quelque chose d'épouvantable est arrivé, le jouet infortuné de forces démoniaques. ». « Qu'il ne joue pas la comédie pour les autres, j'en suis sûr, mais est-ce que le menteur qui est en lui ne la lui joue pas ? Quand le Christ vient dans son cœur, quand la certitude d'être aimé malgré tout fait couler sur ses joues des larmes de joie, est-ce que ce n'est pas encore l'Adversaire qui le trompe ? »

## Adaptations
- 2002 : adaptation cinématographique de Nicole Garcia, sous le titre L'Adversaire, avec Daniel Auteuil dans le rôle principal.
- 2016 : adaptation théâtrale[25] de Frédéric Cherbœuf et Vincent Berger sous le même titre que le roman.